# Jimena (Vorname)
Jimena oder in anderer Schreibweise Ximena ist ein weiblicher Vorname im spanischsprachigen Raum. Der Name wird manchmal als Simone übersetzt.

## Herkunft
Der Name ist die weibliche Form von Jimeno, der im Mittelalter in Spanien verbreitet war und möglicherweise vom baskischen Wort „seme“ für Sohn stammt. Andere Quellen sagen, der Name stamme vom hebräischen Wort für Simon.

## Namenstag
18. Februar

## Bekannte Namensträgerinnen
- Jimena Díaz (1054–1115), Ehefrau des El Cid
- Jimena Misayauri, peruanische Langstreckenläuferin